# Jodła nikko
Jodła nikko, jodła nikkońska (Abies homolepis) – gatunek zimozielonego drzewa z rodziny sosnowatych. W stanie naturalnym występuje w Japonii, na wyspach Honsiu i Shikoku. Rośnie tam w górach, na wysokościach 750-1500 m. Jest uprawiana w wielu krajach świata, głównie w Europie, USA, Chinach i na Nowej Zelandii. 

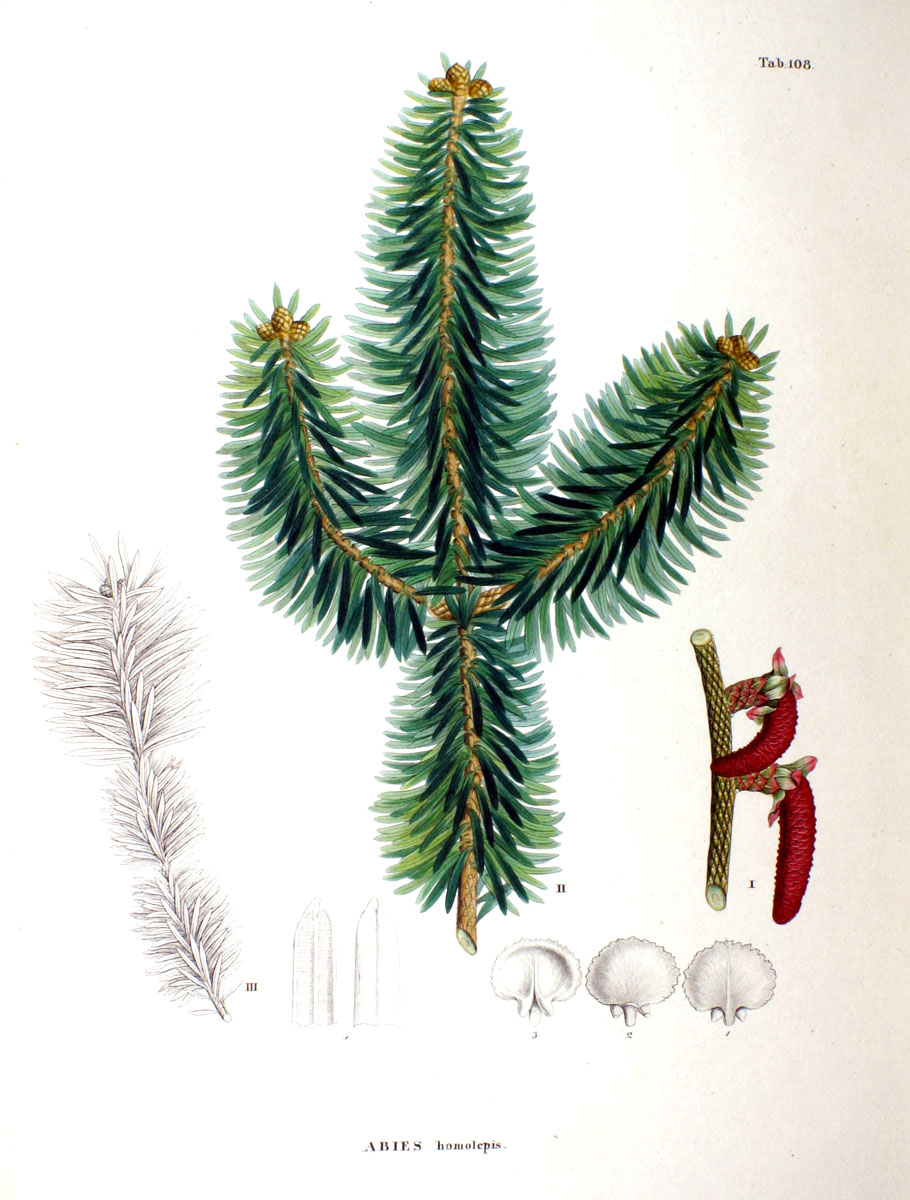
Morfologia

## Morfologia
PokrójWysokość do 35 m, korona silnie szerokostożkowata ze spiczasto zakończonym wierzchołkiem. Gałęzie lekkie i nieco wznoszące się do góry. Czasami z dolnej części pnia wyrastają boczne odgałęzienia.
KoraMa łososiowy kolor i podobnie jak u młodych świerków podzielona jest na delikatne platki. Z czasem staje się szara z prostopadłymi spękaniami lub pokryta korkowymi naroslami.
PędySilnie wyżłobione, błyszczące, o barwie od bladobrązowej do prawie białej.
LiścieSztywne, gęsto umieszczone na pędzie igły w kształcie litery V. Na dolnej powierzchni mają dwa białokredowe paski.
SzyszkiStojące, walcowate, o długości 8-10 cm. Zawiązują się niezbyt licznie, ale nie tylko na wierzchołku drzewa, ale również na niższych gałęziach. Przed dojrzeniem są fioletowe, potem fioletowo-brązowe. Ukryte łuski wspierające. Po dojrzeniu nasion szyszka rozpada się.

## Zastosowanie
Bywa uprawiana jako roślina ozdobna w parkach i ogrodach oraz w zadrzewieniach krajobrazowych. W Europie do uprawy wprowadził ją Philipp Franz von Siebold w 1859. Najlepiej rośnie na glebach gliniastych, lekko kwaśnych i w pełnym słońcu. Źle toleruje gleby stale podmokłe. Jest odporna na mrozy, ale źle toleruje wysuszające zimowe wiatry. W Polsce duże okazy znajdują się między innymi w Kórniku, Wrocławiu, Żabowie. 